# Ytterstfors brukskyrka
Ytterstfors brukskyrka var en kyrkobyggnad i Byske i Luleå stift. Den tillhörde Ytterstfors bruksförsamling och var i bruk 1838 till 1875. 

## Kyrkobyggnaden
Bygget av Ytterstfors kyrka påbörjades 1834 och den invigdes fyra år senare. Kyrkan med västtorn och ingång uppfördes helt i trä och mätte 21 × 6 meter. På 1850-talet byggdes kyrktornet om. 
Från invigningen och fram till 1866 hade kyrkan en egen brukspredikant. Predikant var åren 1839–1859 Olof Daniel Klockhoff, far till Daniel Klockhoff. Efter att Byske kyrka invigdes 1872 byggdes kyrkan om till skola och i och med detta togs kyrktornet ner 1874. Skolan rymde då 60 elever.
År 1900 revs brukskyrkan och det kvarvarande virket användes till bygget av nya Ytterstforskolan som fortfarande står kvar en bit från kyrkans ursprungliga plats.
På platsen för den numer rivna brukskyrkan har en minnessten rests.

## Inventarier
En del av inventarierna flyttades till andra kyrkor. Som exempel kan nämnas altarprydnaden – ett  kors med nedhängande mantel – som gjordes av brukspredikanten Vesterberg som först flyttades till Byske kyrka och som sedan 1914 finns i Finnträsk kyrka.